# Епархия Маасина
Епархия Маасина (лат. Dioecesis Maasinensis) — епархия Римско-Католической церкви с центром в городе Маасин, Филиппины. Епархия Маасина входит в митрополию Себу. Кафедральным собором епархии Маасина является церковь Успения Пресвятой Девы Марии

## История
23 марта 1968 года Римский папа Павел VI выпустил буллу Dei Filium adorandum, которой учредил епархию Маасина, выделив её из епархии Пало (сегодня – Архиепархия Пало). 

## Ординарии епархии
- епископ Vicente Ataviado y Tumalad  (17.06.1968 – 4.03.1997);
- епископ Precioso D. Cantillas (20.01.1998 – по настоящее время).

## Источник
- Annuario Pontificio, Libreria Editrice Vaticana, Città del Vaticano, 2003, ISBN 88-209-7422-3
- Булла Dei Filium adorandum  (лат.)